# Amahuacamyrfågel
Amahuacamyrfågel (Akletos goeldii) är en fågel i familjen myrfåglar inom ordningen tättingar.

## Utseende och läte
Amahuacamyrfågeln är en knubbig och kortstjärtad myrfågel. Båda könen har tydligt röda ögon. Hanen är svart med en liten fläck blå bar hud bakom ögat. Honan är roströd med ljusare strupe och grått ansikte. Sången är distinkt, en snabb visslande serie med "hee-er".

## Utbredning och systematik
Fågeln förekommer från sydöstra Peru till nordvästligaste Bolivia och sydvästligaste Amazonområdet i Brasilien. Den behandlas som monotypisk, det vill säga att den inte delas in i några underarter.

## Levnadssätt
Amahuacamyrfågeln hittas i fuktiga låglänta områden. Den kan ses i en rad olika miljöer med tät undervegetation, som bambustånd, skogsbryn och i tät växtlighet nära marken i högväxt regnskog.

## Status och hot
Arten har ett stort utbredningsområde, men tros minska i antal, dock inte tillräckligt kraftigt för att den ska betraktas som hotad. Internationella naturvårdsunionen IUCN listar arten som livskraftig (LC).

## Namn
Fågelns vetenskapliga artnamn hedrar Emil August Göldi (1859-1917), schweizisk zoolog bosatt i Brasilien 1884-1905, direktör över Museu Paraense de Historia Natural, Belém. Tidigare kallades den göldimyrfågel även på svenska, men justerades 2023 till ett mer informativt namn av BirdLife Sveriges taxonomikommitté.